# Sassen-Bünsow-Land-Nationalpark
Der Sassen-Bünsow-Land-Nationalpark (norwegisch Sassen-Bünsow Land nasjonalpark) ist ein 1.231 km² großer Nationalpark auf der norwegischen Insel Spitzbergen. Der Nationalpark umfasst 1.157 km² Festland und 73 km² Meeresfläche. Der Park ist einer von sieben Nationalparks auf Spitzbergen.
Er wurde 2003 gegründet. Die Landschaft zeichnet sich durch Gletscher und glazial geprägte Täler aus.